# Lijst van oorlogsmonumenten in Bernheze
De Nederlandse gemeente Bernheze heeft drie oorlogsmonumenten. Hieronder een overzicht.
| Nr.                             | Object                     | Herdachte groep                | Ontwerper                                       | Onthulling        | Type     | Locatie                       | Plaats     | Coördinaten                   | Foto                       |
| ------------------------------- | -------------------------- | ------------------------------ | ----------------------------------------------- | ----------------- | -------- | ----------------------------- | ---------- | ----------------------------- | -------------------------- |
| 774                             | Bevrijdingskapel           | geallieerde militairen, overig | Michiel van Helvert, N. Hansen, Jan M. Driessen | 1954              | kapel    | Mgr. van Oorschotstraat, 5473 | Heeswijk   | 51° 38' 56" NB, 5° 28' 1" OL  | Bevrijdingskapel           |
| Dit oorlogsmonument op Wikidata | Airborne Monument Bernheze | geallieerde militairen, overig | onbekend                                        | 1996              | monument | Kasteel 4, 5473               | Heeswijk   | 51° 39' 18" NB, 5° 26' 25" OL | Airborne Monument Bernheze |
| 2122                            | Heesch B.88                | geallieerde militairen         | Mieke S. Schouten-Duterloo (29-11-1934)         | 24 september 1994 | reliëf   | Kloosterhof 4, 5388 GD        | Nistelrode | 51° 42' 1" NB, 5° 33' 32" OL  |                            |
| 2405                            | Mobilisatie-monument       | overig                         |                                                 |                   | reliëf   | Kloosterhof, 5388             | Nistelrode | 51° 42' 0" NB, 5° 33' 34" OL  |                            |

Alphen-Chaam ·
Altena ·
Asten ·
Baarle-Nassau ·
Bergeijk ·
Bergen op Zoom ·
Bernheze ·
Best ·
Bladel ·
Boekel ·
Boxtel ·
Breda ·
Cranendonck ·
Deurne ·
Dongen ·
Drimmelen ·
Eersel ·
Eindhoven ·
Etten-Leur ·
Geertruidenberg ·
Geldrop-Mierlo ·
Gemert-Bakel ·
Gilze en Rijen ·
Goirle ·
Halderberge ·
Heeze-Leende ·
Helmond ·
's-Hertogenbosch ·
Heusden ·
Hilvarenbeek ·
Laarbeek ·
Land van Cuijk ·
Loon op Zand ·
Maashorst ·
Meierijstad ·
Moerdijk ·
Nuenen, Gerwen en Nederwetten ·
Oirschot ·
Oisterwijk ·
Oosterhout ·
Oss ·
Reusel-De Mierden ·
Roosendaal ·
Rucphen ·
Sint-Michielsgestel ·
Someren ·
Son en Breugel ·
Steenbergen ·
Tilburg ·
Valkenswaard ·
Veldhoven ·
Vught ·
Waalre ·
Waalwijk ·
Woensdrecht ·
Zundert